# Rolling Thunder (Six Flags Great Adventure)
Rolling Thunder in Six Flags Great Adventure (Jackson, New Jersey, Vereinigte Staaten) war eine Racing-Holzachterbahn, die 1979 als erste Holzachterbahn des Parks eröffnet wurde. Am 8. September 2013 wurde sie geschlossen.
Beide Strecken besaßen eine Länge von 975,4 m und erreichten eine Höhe von 29,3 m. Die Züge, welche jeweils aus vier Wagen (drei Reihen à zwei Personen) bestanden, erreichten eine Höchstgeschwindigkeit von 90,1 km/h. Die Fahrgäste mussten mindestens 1,12 m groß sein, um mitfahren zu dürfen.